# Almamelléki Állami Erdei Vasút
Az Almamelléki Állami Erdei Vasút Almamellék község volt nagyvasúti (a MÁV elbontott Kaposvár–Szigetvár-vasútvonalán épült) állomásától kiinduló, 600 mm nyomközű erdei vasút. Jelenleg egy működő fővonalból áll, melynek végpontja Sasrétpuszta. A lukafai szárnyvonalat pár éve menetrend szerinti üzemen kívül helyezték, de nem bontották el, járható. A terecsenyi szárnyvonalból mára csak egy csonkavágány maradt meg.
Kisvasúti nap: április harmadik szombatja.

## Története

### Építése
1900-ban épült meg a MÁV Szigetvár és Kaposvár közötti vasútvonala, mely érintette Almamelléket. Az Almamellék és a Németlukafai Cigányvölgy közötti, 7,2 km hosszú keskenynyomközű vonalat 1901-ben Báró Biedermann Rezső, a községtől északra fekvő területek birtokosa építette.
A vasút feladata elsősorban a kitermelt fa fuvarozása a nagyvasúthoz, de a németlukafai hamuzsírégető boksa és üveghuta termékeit és az irtásokon termelt mezőgazdasági terményeket is a vasúton szállították. A báró által Sasréten alapított iskolába is vonaton utaztak a gyerekek.
A pályát továbbépítették: 1901-ben épült a Szentmártonpusztai leágazás, 1943-ban a Terecsenypusztai vonal, 1925-ben a Lukafai elágazástól a Sas-réti vadászkastélyig vezető vonal, 1935-ben a Csikó-réti szárnyvonal. 1940-ben a Csikó-réti szárnyat elbontották és a Lukafai vonalból is felszedtek fél kilométert. Ezek a vonalmegszüntetések valószínűleg a fakitermelési területek megváltozásával magyarázhatók.

### Az államosítás után
A vasutat 1945 után államosították, a szentmártonpusztai vonal kivételével erdőgazdasági kezelésbe került. A szentmártonpusztai vonal a Görösgali Állami Gazdaság tulajdona lett.
A vonalon több vonalkorrekciót végeztek: például a szentmártonpusztai halastó létesítése miatt egy 750 méteres szakaszt feljebb fektettek (1958). A pályát is felújították: a talpfákat vasbetonaljakra, a síneket nagyobb tömegű, erősebb sínekre, a fahidakat vasbetonhidakra cserélték. 1961. április 12-én megkezdődött a menetrend szerinti személyszállítás, a vasút korlátozott közforgalmú minősítést kapott.
A vasút vonalai is változtak: a lukafai szárnyvonalat 1952-ben elbontották, majd egy kilométer hosszban visszaépítették, a sas-réti vonalat a fűrésztelepig meghosszabbították. A terecsenyi vonalhoz többször hozzáépítettek néhány száz métert. Több kis hosszabbítás történt a klotz-gödöri és a kisterecsenyi vonalon is, de 1972-ben elbontották mindkettőt. 1975-ben építették a terecsenyi vonalból kiágazó kápolnási vonalat, amit 1984-ben a terecsenyi szárnnyal együtt elbontottak. Megmaradt csonkját kocsitárolásra használták. A szentmártonpusztai vonalat 1972-ben elbontották. A csikóréti vonalból 1975-ben újból lefektettek egy szakaszt, de 1983-ban elbontották, csak egy csonkavágány maradt meg belőle, de később egy felújítás során azt is elbontották.
A Kaposvár–Szigetvár MÁV-vonalat 1977. január 1-jén megszüntették. Ez a kisvasút életére igen károsan hatott, mert megszűnt a nagyvasúti összeköttetés. A faanyag fuvarozása folyamatosan csökkent a korszerű tehergépjárművek megjelenése és az erdészeti feltáróutak kiépülése miatt. A szárnyvonalakat a lukafai kivételével elbontották, a kisebb-nagyobb megmaradt csonkavágányokat kocsitárolásra használták.
1977-ben az almamelléki állomáson forgatták Zsombolyai János Kihajolni veszélyes! című filmjét.
1991 óta csak személyszállítás zajlik.

### Felújítása
2022-ben az üzemeltető állami erdőgazdaság, a Mecsekerdő Zrt. a kisvasutat teljes körűen felújította. Megújult a vasút teljes nyomvonala, beleértve a kitérőket, megállóhelyeket, útátjárókat, az átereszeket és a vízelvezető rendszert. Felújították a teljes gördülőállományt is, és üzembe helyeztek egy új panorámakocsit is. Ez utóbbi egy MASZOLAJ típusú vasúti járműalváz átépítésével született meg. Kibővült az almamelléki állomásépületben látható kiállítás is. 2023. március 11-től a kisvasút ismét menetrend szerint közlekedik.

### Járművek
Kezdetben lovat használtak vontatásra. 1955. december 21-én vásárolták meg az első motormozdonyt (R-20-22 típusú Hofher Kemencéről, 1964-ben selejtezték). Ezzel egyidőben érkeztek a vasúthoz a MASZOLAJ kocsik. 1957-ben érkezett meg a máig használt motoros hajtány. 1959-ben vásárolták meg az Iregszemcsei kocsit, amit 1966-ban selejteztek, de nem bontották el. 1994-ben újra üzembeállították majd 2000-ben kiállították. az első C50-es 1962. augusztus 16-án érkezett Vitézpusztáról. 1965. december 11-én egy MD-40-es érkezett, amit viszont már 1966. november 9-én Csányoszróra szállítottak, ahol 1971-ben selejtezték. 1966. február 5-én 2 Dunakeszi kocsi érkezett, melyek kályhafűtéssel, bőrülésekkel és villanyvilágítással voltak ellátva. 1968. június 6-án Huszárokelőpusztáról egy 40-HP típusú Montania mozdony érkezett, de 1970-ben 2 újabb C50-es érkezése után selejtezték.

## Járműállomány

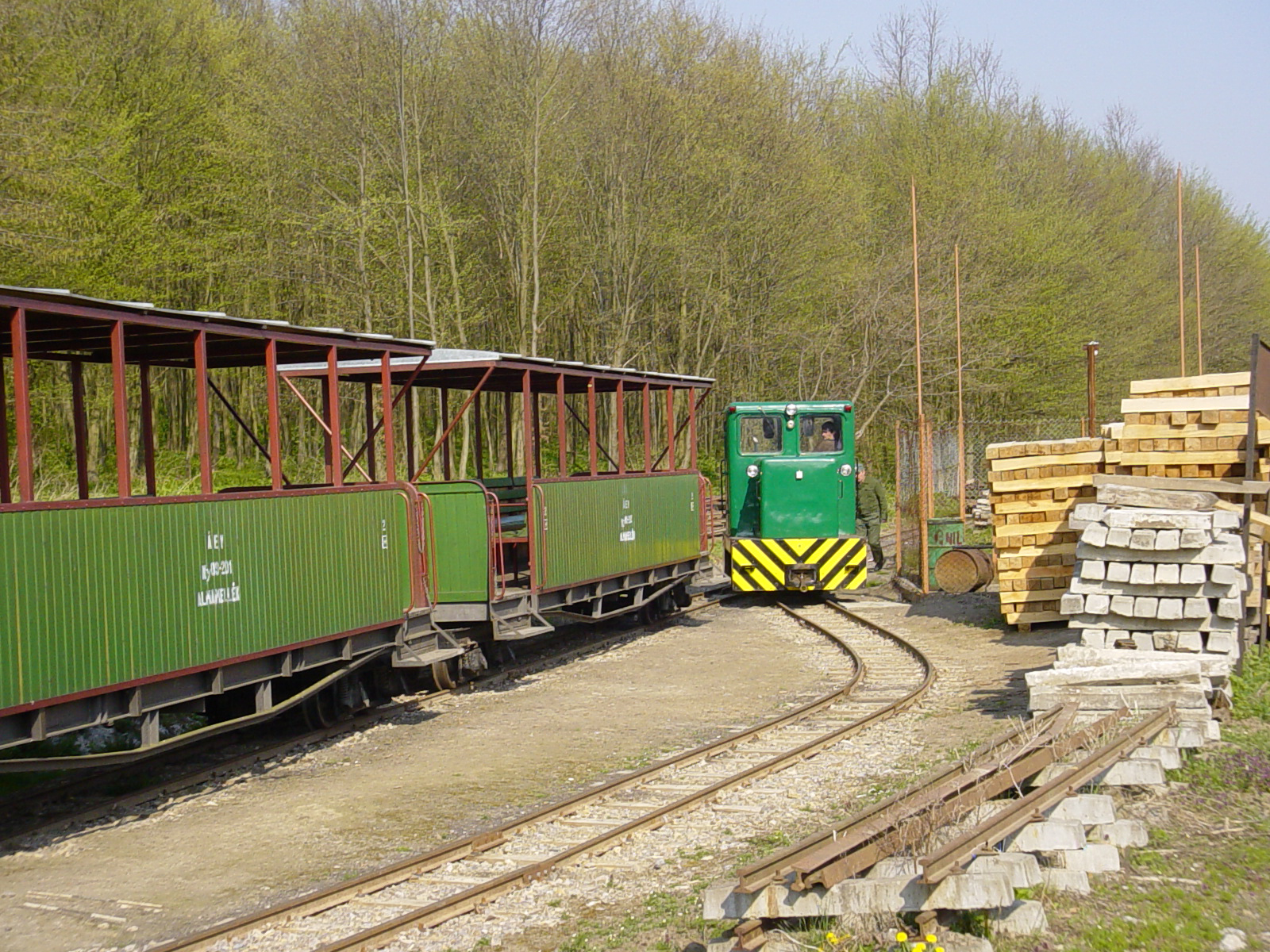

### Mozdonyok
- A C21-406 pályaszámú mozdonyt 1980-ban leállították, de szétvágás helyett alkatrészforrásnak használták. Szerepelt a „Kihajolni veszélyes!” című filmben. Esztergomban tárolják.
- C50-401
- A C50-402 pályaszámú mozdony érdekessége, hogy ipari pályaszáma D04–028, pedig a 600 mm nyomközű mozdonyoknak ipari számrendszerben E betűvel kezdődő számot kellett kapniuk.
- C50-403
- 2004-ben a MOFA (Mohácsi Farostlemezgyár) egyik selejtezett MD–40-es mozdonya került ide, jelenleg kiállítási tárgy, de felújítása tervezett[forrás?].

### Személykocsik
- AM–EG 1 és AM–EG 2 (A MÁV Dunakeszi Járműjavítóban készült.)
- Ny09-201 és Ny09-202 (2001-ben házilag, teherkocsikból lettek építve, a Királyréten épített azonos kivitelű kocsik mintájára.)
- Iregszemcsei kocsi

### Teherkocsik
- 4 db négytengelyes Maszolaj rönkszállító kocsi
- Vitézipusztai kocsi
- permetezőkocsi

### Egyéb
- motoros hajtány (S 21-102)

## Állomások és megállóhelyek
- Almamellék
- Szentmártonpuszta
- Lukafai elágazás
- Sasrét erdei iskola
- Sasrét

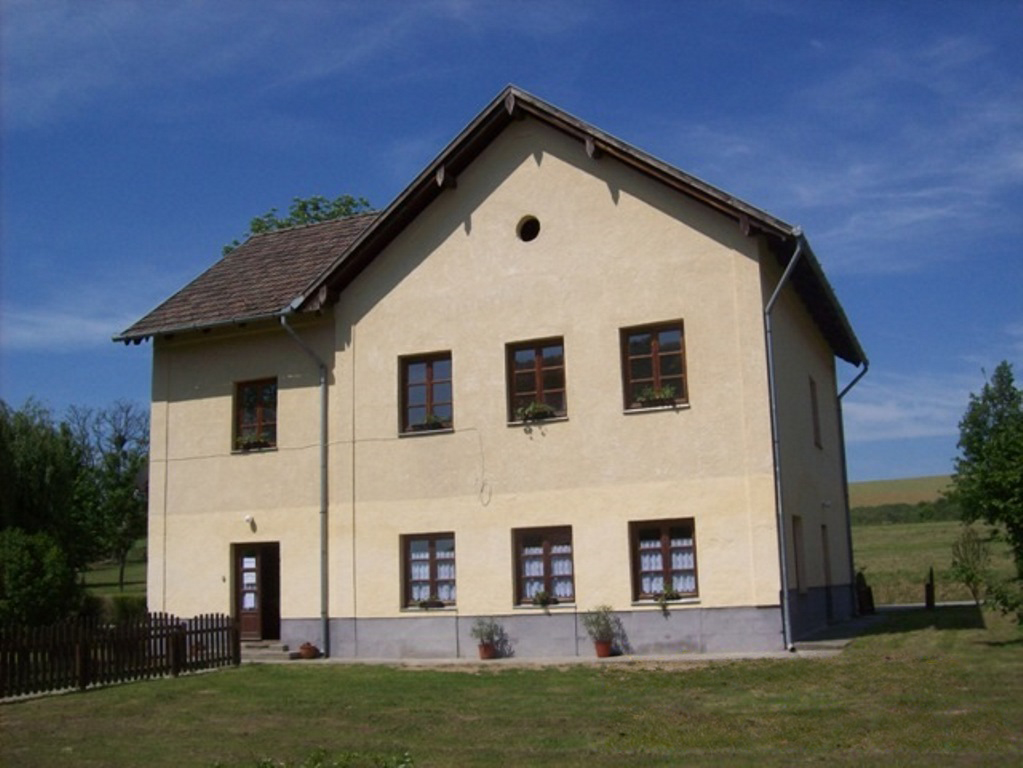
Az megszűnt almamelléki vasútállomás felvételi épülete 2012-ben (napjainkban a kisvasút végállomása)

A fejállomás a Szentlászló-Ibafa közti 66 117-es út mentén helyezkedik el, Almamellék lakott területének északi szélén; az út később egy helyen még keresztezi a vasút vonalát, felüljáróval. A többi megállóhelyet országos közút jelenleg nem érinti.

## Nevezetességek és látnivalók a vasút környékén
- Almamellék nevezetességei
- A szomszédos Ibafa községben Pipamúzeum